# Northern Illinois Huskies

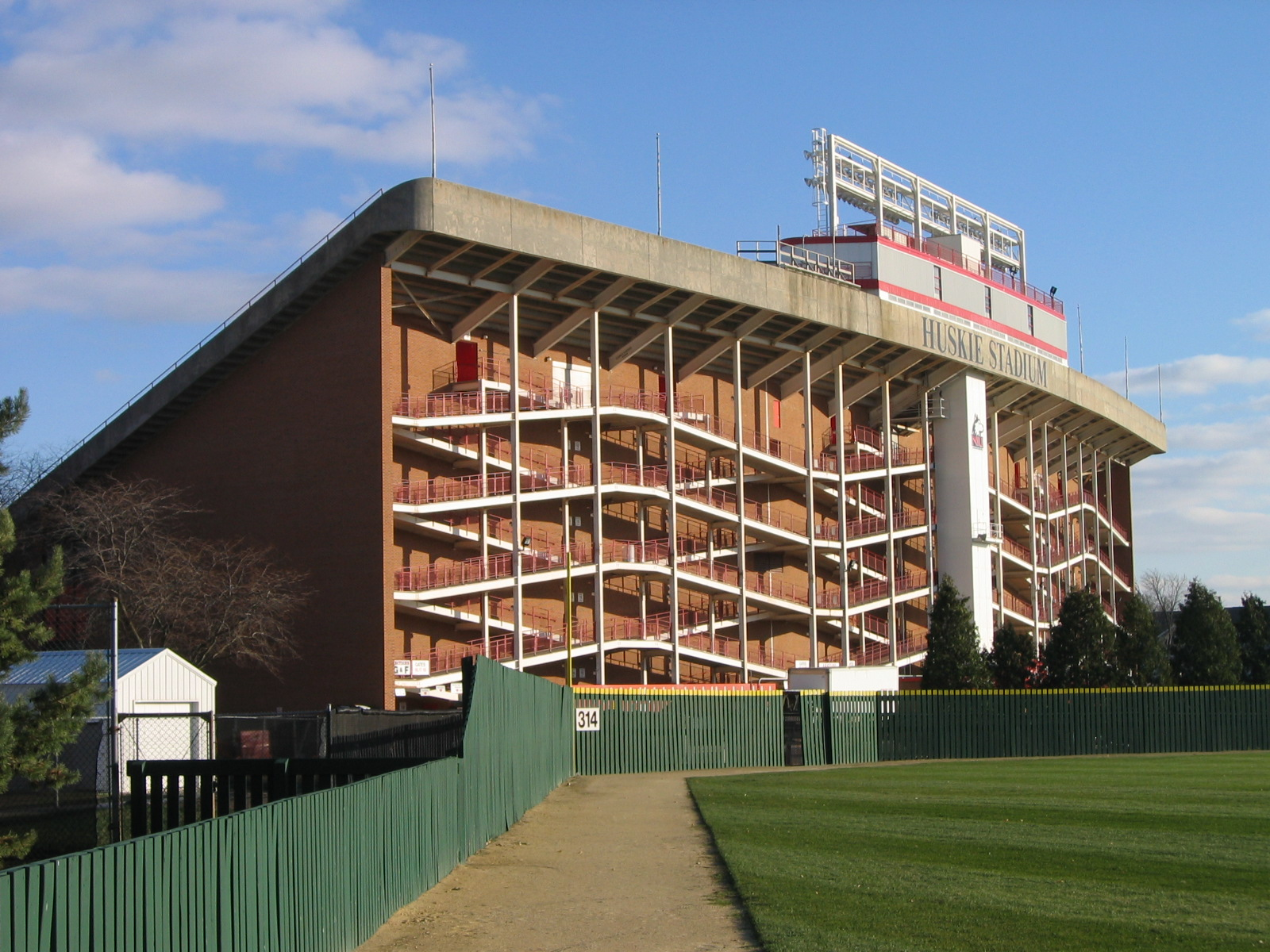
Northern Illinois American-Football-Stadion

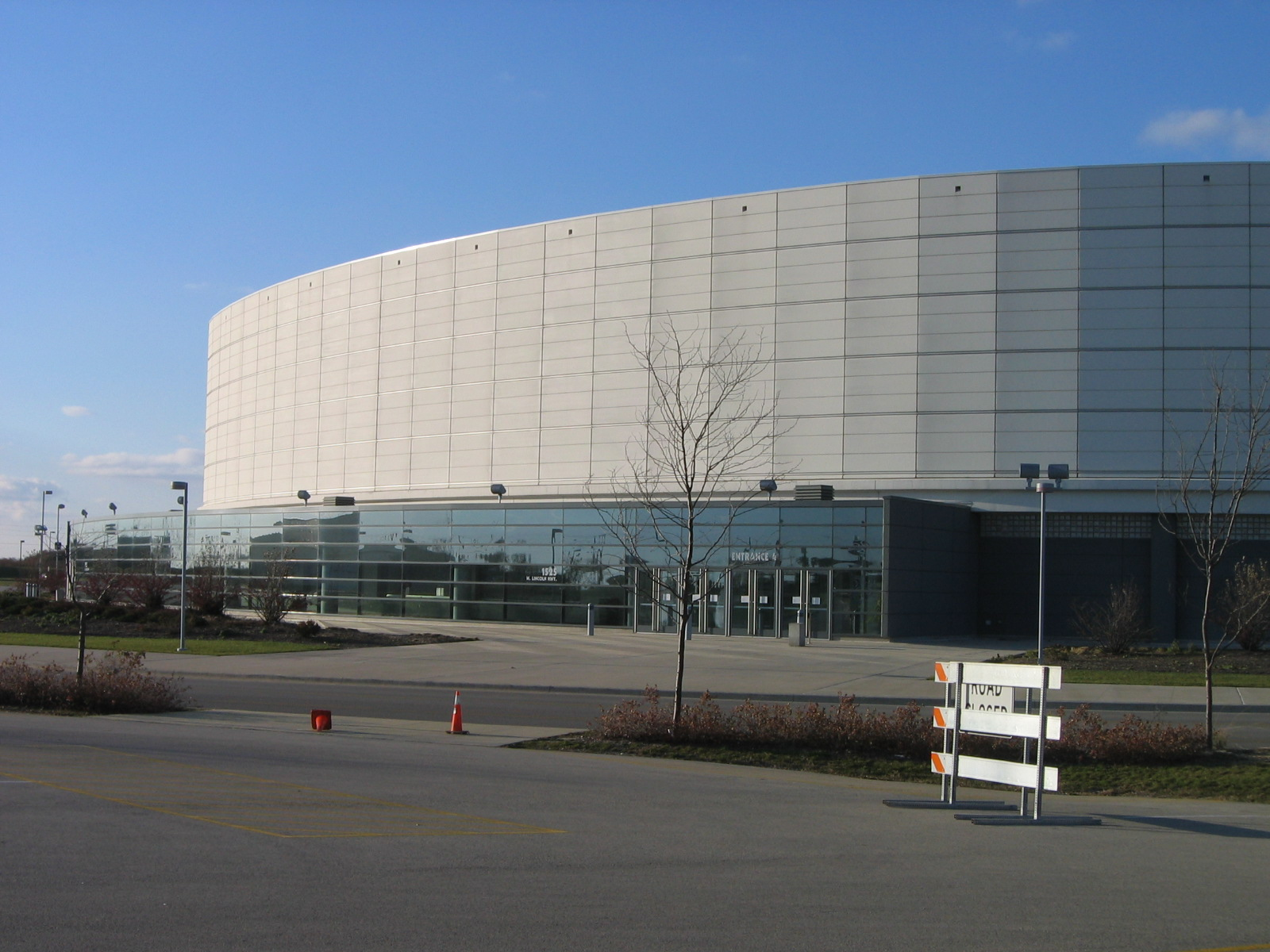
Northern Illinois Basketball-Arena

Die  Northern Illinois Huskies sind die Sportteams der Northern Illinois University (NIU). Die 16 verschiedenen Sportteams nehmen an der NCAA Division I als Mitglied der Mid-American Conference (MAC).
Im Juli 2026 wird Northern Illinois die MAC verlassen. Die meisten Sportarten werden wieder der Horizon League beitreten, der NIU von 1994 bis 1997 angehörte. Die Football-Mannschaft wird der Mountain West Conference beitreten.

## Sportarten
Die Huskies bieten folgende Sportarten an:
Herren Teams
- Baseball
- Basketball
- American Football
- Golf
- Fußball
- Tennis
- Freistilringen

Frauen Teams
- Basketball
- Crosslauf
- Golf
- Gymnastik
- Fußball
- Softball
- Tennis
- Leichtathletik
- Volleyball